# Oric
L'Oric è una famiglia di home computer a 8 bit lanciata nel 1983 dalla Tangerine Computer Systems sotto il nome Oric Products International. Fu distribuita in Europa ed ebbe una discreta diffusione nel nativo Regno Unito e in Francia.
Il primo modello, Oric-1, era un sistema a basso costo, pensato per competere con lo ZX Spectrum uscito sei mesi prima, ma nonostante le capacità superiori rimase sempre all'ombra del grande successo dello Spectrum. Fu seguito dall'Oric Atmos (1984) e dal poco diffuso Oric Telestrat (1986), il primo con architettura molto simile all'originale e il secondo più evoluto, ma comunque retrocompatibile.

## Storia

### Progetto
La Tangerine Computer Systems, fondata nel 1979, aveva avuto un certo successo con il microcomputer Microtan 65, basato sul microprocessore MOS 6502. Ne vennero progettati due successori, il Tiger rivolto al mercato aziendale e il Microtan 2 rivolto ai consumatori di fascia bassa. Il Tiger non andò oltre la fase di sviluppo, mentre il Microtan 2 è poi evoluto nel computer a basso costo Oric-1. Nella fascia economica l'Oric si sarebbe trovato in competizione principalmente con lo ZX Spectrum, computer uscito a metà 1982 che stava avendo grande successo nel Regno Unito.
La progettazione dell'Oric-1 iniziò ad aprile del 1982, con il supporto finanziario di British Car Auctions. La Tangerine cambiò nome in Oric Products International, con Paul Johnson come capo progettista. Andy Brown e Chris Shaw si occuparono della ROM, Paul Halford del software di gestione cassette, Ian Redhead collaborò per l'hardware, Paul Kaufman del software per l'audio (Kaufman era allora responsabile della Tansoft, l'editrice software della Tangerine, e editore della rivista Tansoft Gazette).
Il processore dell'Oric è il MOS 6502, scelta che derivava dall'esperienza con il Microtan 65. Per le altre caratteristiche tecniche si prese come esempio lo ZX Spectrum, cercando di superarne i limiti. Anziché la debole tastiera di gomma da 40 tasti dello Spectrum, per l'Oric-1 se ne scelse una con 57 tasti di plastica indipendenti, che non si poteva comunque considerare di livello professionale, ma era più confortevole. Inoltre, rispetto allo Spectrum, l'Oric-1 ha un linguaggio BASIC di serie standardizzato, più porte di connessione, un vero chip sonoro anziché un beeper, grafica più veloce e presenza meno marcata di colour-clash (impossibilità di avere più di due colori entro certe aree; nell'Oric le aree sono righe di soli sei pixel). Proprio come lo Spectrum l'Oric-1 fu proposto in versioni con 16 e con 48 kB di RAM.

### Commercializzazione
Nei piani della Oric i prezzi di lancio nel Regno Unito sarebbero stati inferiori ai prezzi dello Spectrum, pur offrendo capacità superiori. Il lancio tuttavia ebbe molti problemi. L'interesse del pubblico c'era, infatti oltre 30 000 Oric-1 erano già stati preordinati. Il lancio ufficiale avvenne a gennaio 1983, ma a causa di problemi produttivi, specialmente ritardi nella fornitura di componenti ROM e RAM, i primi computer da 48k furono disponibili intorno a marzo, a 169,95£. I modelli 16k tardarono ulteriormente fino a maggio, a causa di una revisione all'ultimo momento della scheda madre, e costavano 129,95£, ossia 30£ più di quanto previsto inizialmente.
Nell'estate del 1983 ci fu poi carenza di software commerciale. Oltre alla Tansoft appartenente alla stessa Oric, l'Oric-1 fu supportato presto da noti editori di giochi, come Ocean, Durell e IJK, ma ci furono migliaia di cassette rimandate indietro dai rivenditori perché difettose. La Oric diede la colpa alla Cosma Sales, fornitrice del servizio di duplicazione cassette, ma la Cosma sosteneva che il sistema di caricamento dell'Oric era difettoso. In ogni caso la stampa cominciò a parlare di difficoltà di caricamento dei programmi.
Era risaputo inoltre che c'erano dei bachi nell'Oric BASIC, e venne promesso un aggiornamento della ROM sui futuri Oric-1, che però non ci fu mai.
Nel frattempo a maggio del 1983 i prezzi del concorrente Spectrum furono ridotti, diventando più bassi di quelli dell'Oric. In risposta in breve tempo la Oric riuscì a ribassare anche i propri prezzi. Uscì finalmente anche una stampante a quattro colori per Oric, promessa già dai tempi del lancio del computer, a 169,95£.
Il peggio doveva ancora venire. A ottobre del 1983 la fabbrica di Oric-1 a Feltham fu colpita da un incendio, distruggendo l'importantissima produzione destinata al periodo di Natale. La produzione riprese rapidamente in un'altra fabbrica, ma ormai le scorte erano perse e le vendite di Natale compromesse.
L'Oric-1, surclassato dallo Spectrum, fu ufficialmente dismesso a gennaio 1984. Si stima che nel 1983 vennero vendute circa 160 000 unità nel Regno Unito, contro le 350 000 che aveva previsto il direttore finanziario della Oric, Allan Castle, e contro il milione raggiunto dallo Spectrum.
La linea Oric ebbe molto successo in Francia, dove i modelli Oric-1 e Atmos arrivarono a dominare il mercato. Nel 1983 si vendettero circa 50 000 Oric-1 nella nazione. L'azienda francese Loriciels in particolare produsse del software notevole.
Come distributore dell'hardware fu attivo da giugno del 1983 Oric France, dipartimento informatico del distributore di elettronica ASN Diffusion.
Tra gli altri paesi europei dove la linea Oric fu commercializzata si possono citare Germania (dove fu stabilita Oric Deutschland), Spagna (dove fu stabilita Oric España), Italia (dove furono annunciati diversi importatori: GEM-TRON di Prato, Sumus di Firenze, P.Z. Periferiche Zeta / PiZeta di Milano anche per Atmos, ma il marchio Oric rimase poco conosciuto) e Svezia.

### Oric Atmos

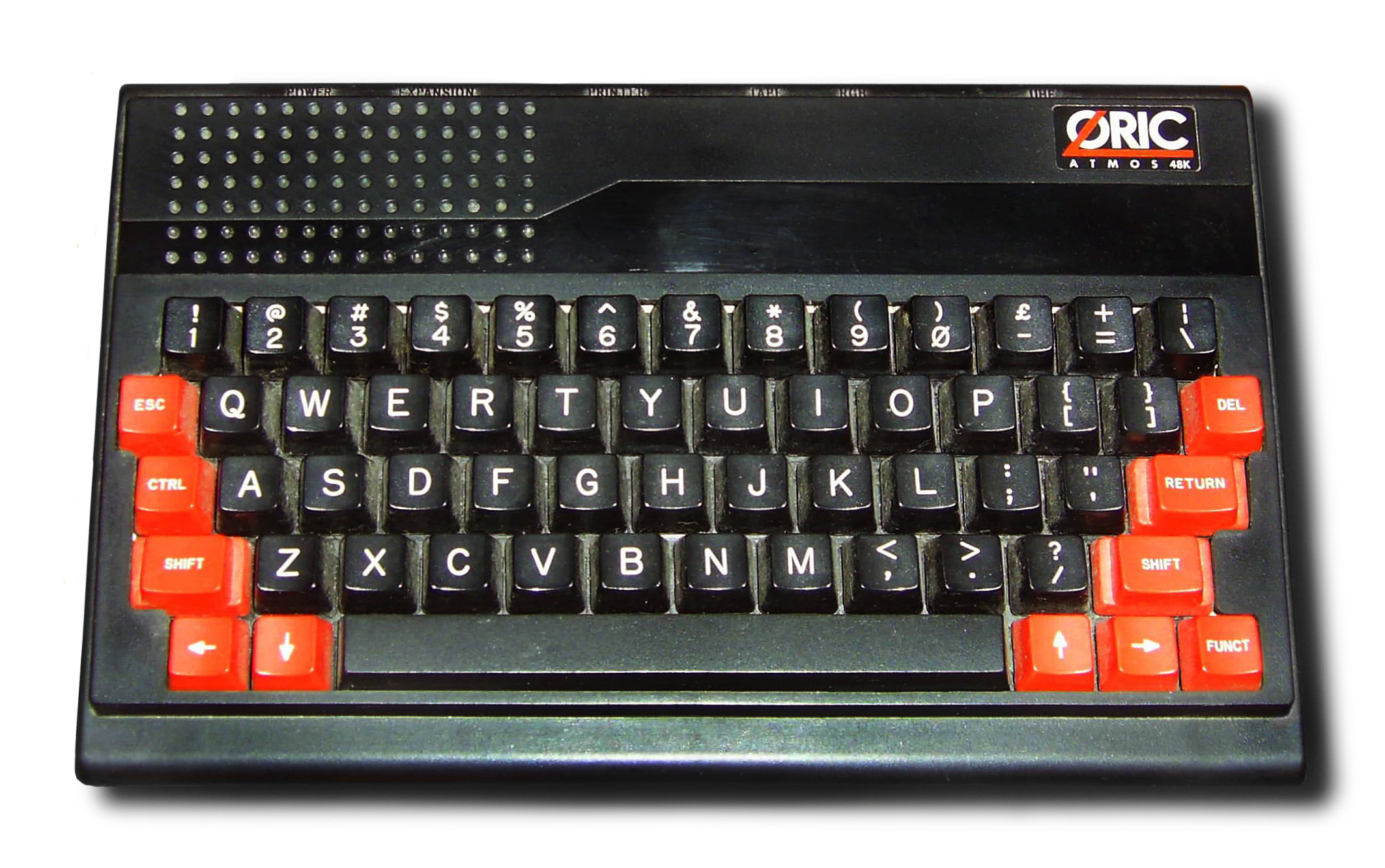
Oric Atmos

Grazie a un investimento di quattro milioni di sterline della Edenspring Investments la Oric non si fermò e lanciò il nuovo computer Oric Atmos. Questo modello, di colore nero e rosso, ha una buona tastiera e una ROM migliorata, ma all'interno è sostanzialmente lo stesso Oric-1. Fu lanciato a un prezzo relativamente alto di 170£, mettendosi stavolta in competizione non con lo Spectrum, ma con i più avanzati Atari 600XL, Acorn Electron e Commodore 64.
La più importante periferica opzionale introdotta con l'Atmos, per la quale probabilmente venne pensato l'intero sistema, è il lettore di floppy disk. Utilizza floppy da 3" con capacità di 320 kB per faccia. Il disco del disk operating system include anche un Extended BASIC. Venne lanciato a 299£, ovvero circa 700.000 lire.
Solo in Francia, dal lancio a febbraio del 1984 fino a fine giugno del 1984, vennero venduti 27 000 Atmos.
Sebbene non avesse speranze di battere i maggiori concorrenti, le vendite andarono bene nel 1984, anche grazie a un ribasso di 50£ sul prezzo prima di Natale. Tuttavia la Oric aveva accumulato debiti per più di 5 milioni di £ e all'inizio di febbraio 1985 andò in bancarotta.
Con il fallimento della Oric nel Regno Unito l'azienda francese Eureka Informatique acquisì tutti i diritti sulla linea Oric e tutte le rimanenze di Atmos totalmente o parzialmente assemblati e di componenti, che avrebbe continuato ad assemblare in Normandia e a vendere in Francia.

### Oric Telestrat

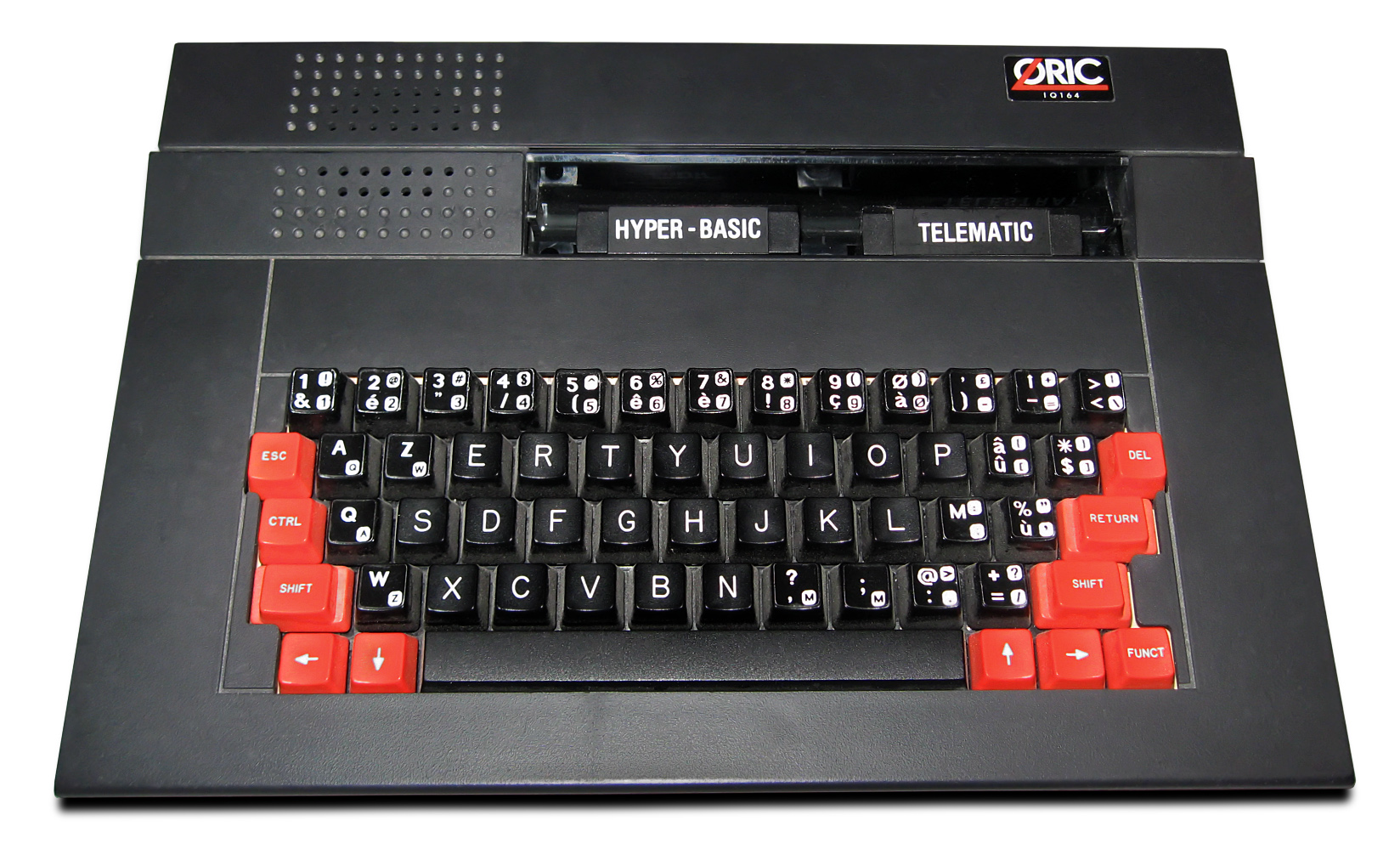
Oric Telestrat con due cartucce inserite

Come successore dell'Atmos la Oric aveva in previsione l'Oric Stratos, che non venne mai prodotto, ma evolvette nel successivo Oric Telestrat.
Eureka Informatique continuò a vendere gli Atmos rimanenti e infine si concentrò sul produrre il nuovo Oric Telestrat, un modello avanzato pensato per il mercato francese. Era progettato in particolare per potersi collegare al servizio telematico francese Minitel.
Fu messo in vendita a settembre del 1986, a un prezzo piuttosto alto di 400£, e non ebbe decisamente successo. Ne furono venduti solo seimila ed è divenuto un raro pezzo da collezione.

### Cloni

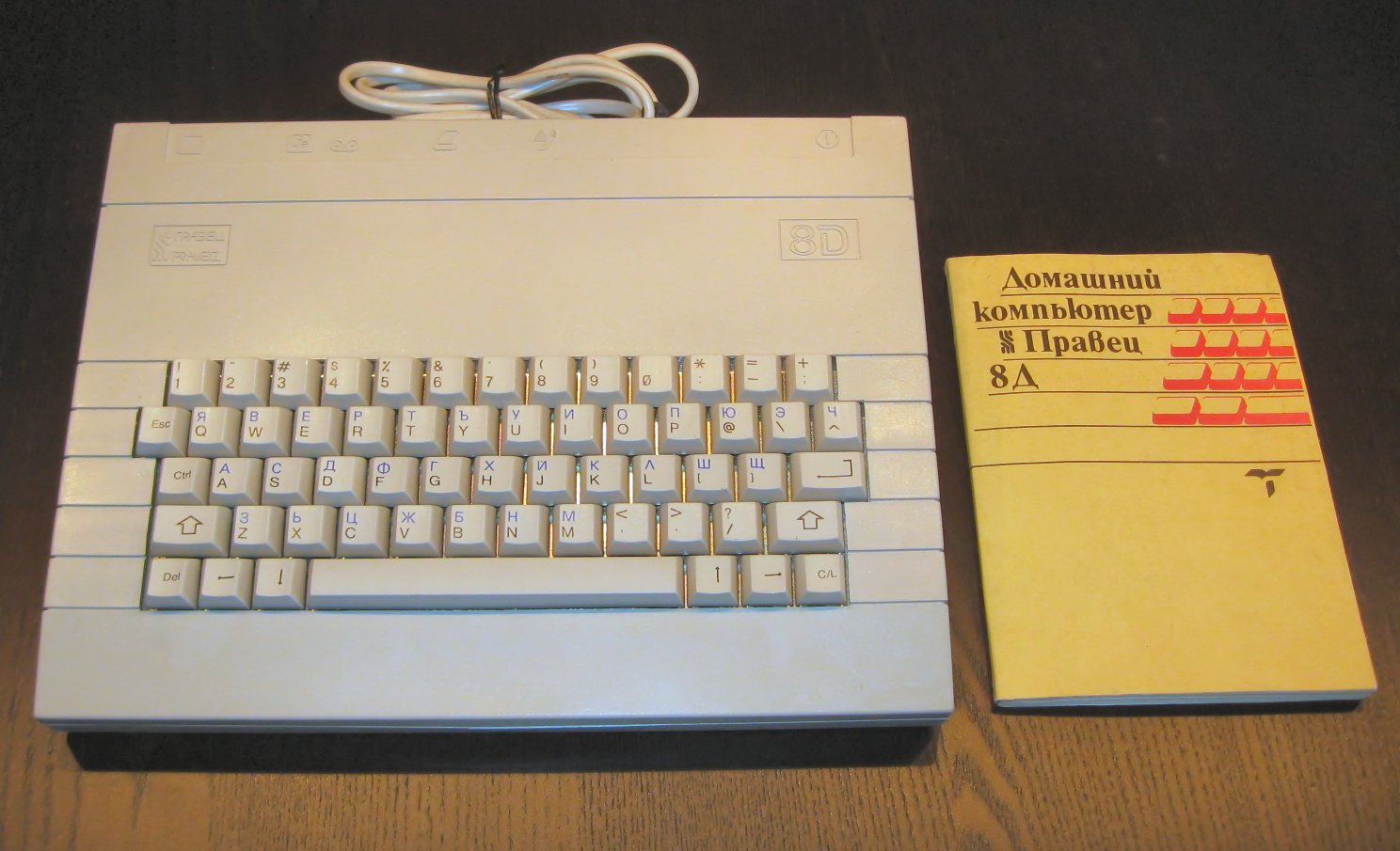
Pravetz 8D con manuale

Vennero prodotte da indipendenti almeno due macchine cloni dell'Oric.
In Bulgaria, nel 1985-1989, la Pravetz produsse il Pravetz 8D, parte della serie 8, basato sull'Oric Atmos 48k, con supporto per l'alfabeto cirillico. Il processore è il CM630, a sua volta un clone bulgaro del MOS 6502.
In Jugoslavia a partire dal 1985 la Avtotehna di Lubiana produsse l'Oric Nova 64, anch'esso basato sull'Oric Atmos 48k. In questo caso si tratta di una riproduzione autorizzata: la Avtotehna acquisì i diritti per fabbricare 5000 unità. Esternamente infatti il Nova 64 è uguale all'Atmos, a parte il logo, mentre internamente la scheda madre ha diversa disposizione della RAM. Il 64 si riferisce ai 64 kB di RAM interna dell'Atmos 48k (di cui 16 riservati e 48 per l'utente).

## Caratteristiche tecniche

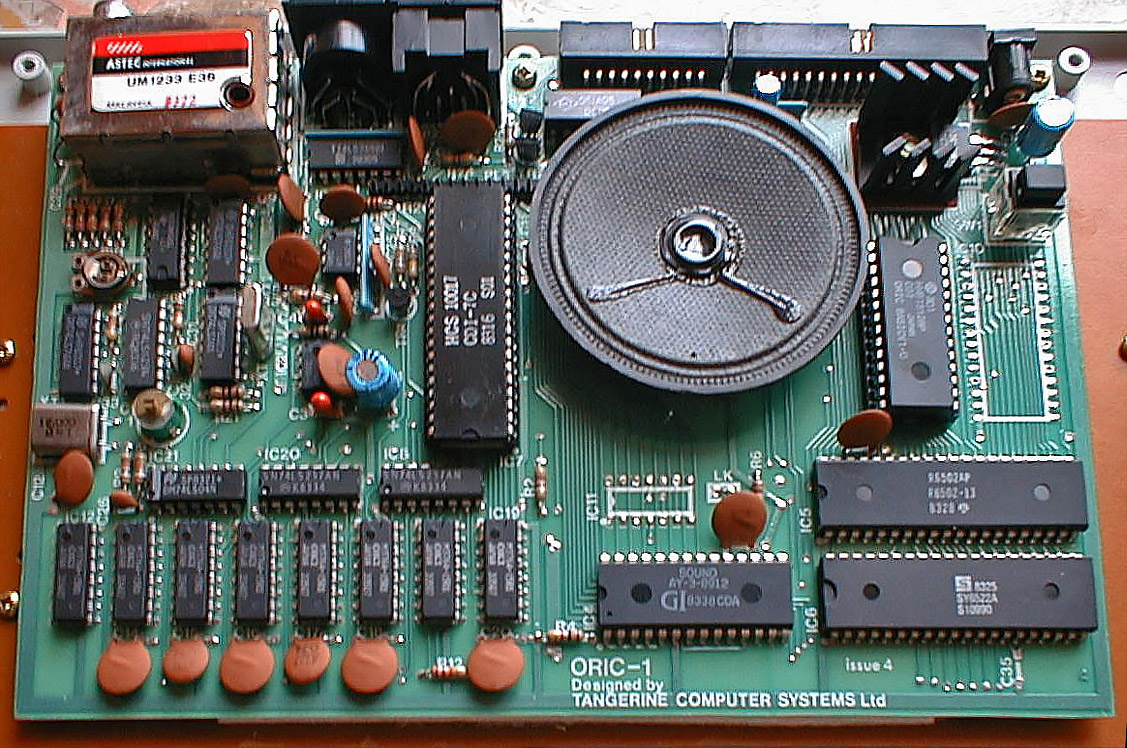
Interno dell'Oric-1

L'Oric-1 è un blocco unico con tastiera integrata, composta da 57 tasti di plastica, di tipo economico e simile a quella dello ZX Spectrum (che però è di gomma).
L'Oric si basa sul microprocessore a 8 bit MOS 6502, supportato da una ULA per il controllo del video e da un MOS 6522 mappato in memoria per l'ingresso-uscita.
Il linguaggio BASIC di serie è il Microsoft BASIC, espanso però con nuovi comandi specifici dell'Oric, che ne aumentarono le dimensioni occupate in ROM da 8 a 10 kB. Alcune caratteristiche notevoli del linguaggio sono: i comandi DEEK e DOKE, equivalenti di PEEK e POKE doppi, per leggere/scrivere direttamente un valore a 16 bit su due byte di memoria contigui; il comando TRACE per il debugging; la possibilità di programmazione strutturata sul modello del Pascal.
Tra le varie porte di connessione, poste sul retro, sono presenti un'interfaccia standard Centronics per le stampanti e un'uscita video RGB per potere collegare un monitor oltre che (come era tipico degli home computer) una TV.
Le due modalità video, entrambe a 240x224 pixel e 8 colori, sono testo e grafica.
- Il testo corrisponde a 40x28 caratteri da 6x8 pixel (a differenza del più comune formato 8x8).[4] Sono disponibili 96 diversi caratteri ASCII personalizzabili, visualizzabili anche con lampeggio o in doppia altezza.[10]
- La modalità grafica è costituita da una finestra di 240x200 pixel effettivamente manipolabili uno a uno, mentre i 240x24 sottostanti ospitano sempre tre righe di caratteri come nella modalità testo.[15]

In entrambe le modalità, ogni riga di 6 pixel consecutivi deve comunque essere monocromatica, per cui è leggermente presente il cosiddetto problema del colour-clash (non sono possibili più di due colori diversi, di primo piano e di sfondo, dentro ciascuna di tali aree).
Insolito era l'uso di attributi seriali per il video, che consentiva minor uso di memoria e maggiore velocità di visualizzazione, rendendo l'Oric molto adatto per i videogiochi d'azione rapidi.
Poiché, con gli attributi seriali, certi caratteri non stampabili servono a determinare gli attributi grafici (principalmente il colore) dei caratteri successivi, a meno che si lavori in bianco e nero le prime due colonne sono normalmente riservate per gli attributi di ciascuna riga e non mostrano nulla. Perciò la risoluzione effettiva del testo diventa 38x28 e della grafica 228x200, con una banda inutilizzata larga 12 pixel sulla sinistra.
Per il sonoro si scelse il diffuso General Instrument AY-3-8910 a tre canali, con il supporto di comandi BASIC dedicati e di alcuni effetti sonori predefiniti, utilizzabili da tutti i programmi, per esempio spari ed esplosioni per videogiochi.
L'Oric-1 fu proposto fin dall'inizio in due versioni, con 16 oppure con 48 kB di RAM.
Nella versione 48k la RAM assemblata è in realtà di 64 kB (8 chip RAM 4164 da 8k, allora comuni), ma 16 kB sono sempre occupati dal software di sistema caricato dalla ROM.

### Modelli successivi
L'architettura interna dell'Oric Atmos rimase la stessa dell'Oric-1 sopra descritto. Le novità sostanziali dell'hardware dell'Atmos sono la buona tastiera meccanica standard, al posto della precedente che usava elementi simili a quelle delle calcolatrici, e miglioramenti nel BASIC presente in ROM (ulteriori comandi e correzione di alcuni bachi).
L'Oric Telestrat è simile all'Atmos, ma con involucro più grande che presenta due porte superiori per cartucce e diverse altre porte per connessioni più avanzate, tra cui quella al terminale Minitel, utilizzabile anche come modem. La RAM è di 64 kB e il BASIC, chiamato Hyper Basic, era fornito su cartuccia. Il microprocessore non è cambiato e la retrocompatibilità con gli altri Oric è garantita da apposite cartucce.

## Software
Sono noti almeno mille software pubblicati commercialmente per Oric, tra applicativi e videogiochi, questi ultimi leggermente in maggioranza. Oltre 500 dei suddetti software sono di provenienza britannica, oltre 400 francesi, e una trentina scandinavi. Di solito funzionano su tutti gli Oric, ma ci sono anche titoli non compatibili con Oric-1 o con Atmos per via delle differenze nelle ROM.
Tra gli applicativi a catalogo nel 1984 ci sono per esempio i linguaggi di programmazione BASIC esteso, Forth e AID, i programmi da ufficio Word Processor della Juniper, CAD, Calc, Mon e Base della Tansoft, e vari corsi di lingue straniere.

### Videogiochi

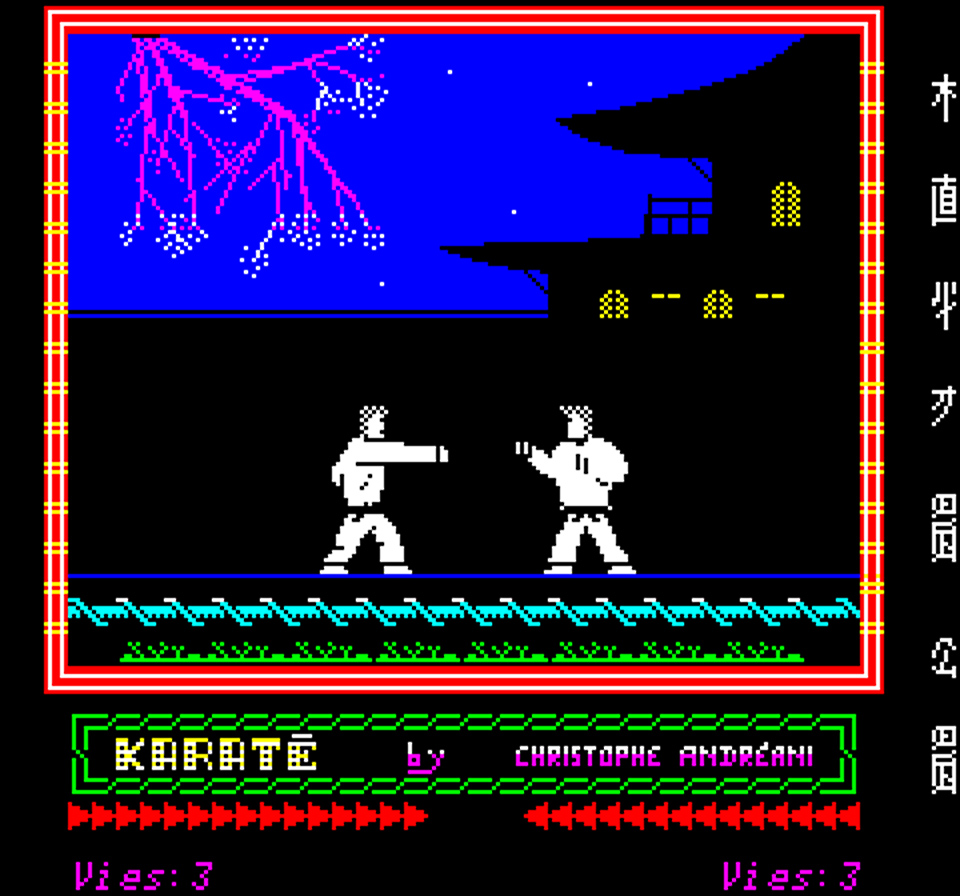
Karate per Oric (1986)

L'Oric fu surclassato dallo ZX Spectrum ed è spesso deriso dai giocatori, ma immeritatamente; il primo anno si formò una discreta base di utenti (160 000 solo nel Regno Unito), che attirò l'interesse dei produttori e i videogiochi non mancarono. Nel Regno Unito, tra gli altri, la IJK Software fu un editore molto attivo sull'Oric e la Ocean Software iniziò precocemente a supportare la piattaforma.. In Francia si distinse soprattutto la Loriciels. Nel complesso il sistema ebbe una quota più che rispettabile di giochi decenti. Gran parte dei giochi migliori sono tra quelli che richiedono un Oric 48k, ma ci sono eccezioni.
Secondo una selezione fatta dalla rivista Retro Gamer, dieci dei più grandi giochi per Oric sono Xenon 1 (clone di Phoenix e inizio di una trilogia), Rat Splat, Insect Insanity, Don't Press the Letter Q, Mr. Wimpy, Manic Miner, Doggy, Snowball, L'aigle d'or, Pulsoids (homebrew del 2002).
Xenon 1 divenne onnipresente tra gli utenti Oric, con 120 000 copie vendute.
In una selezione successiva la rivista ricorda anche Zorgon's Revenge (seguito di Xenon 1), The Hobbit, Lords of Time, The Ultra (notevole nonostante richiedesse soltanto 16k; convertito per altri sistemi come Maxima), Defence Force (clone di Defender), Scuba Dive (non al livello dell'originale per ZX Spectrum, ma richiede soli 16k), Zipnzap, Space 1999 (homebrew del 2009 tratto da Spazio 1999).

## Riviste
I principali periodici dedicati esclusivamente all'Oric erano nel Regno Unito Oric Owner (ex Tansoft Gazette, pubblicazione ufficiale legata alla Tangerine), Oric Computing, Oric User Monthly, e in Francia Micr'Oric, Théoric, CEO-MAG (ancora pubblicato su abbonamento in digitale nel 2021), Rhetoric.
La rivista di punta era Théoric e superava in importanza anche le pubblicazioni britanniche.
In Italia la rivista multipiattaforma LIST proponeva anche listati di programmi per Oric almeno dal 1984.